# Michael Ebling
Michael Ebling (Maguncia, 27 de enero de 1967) es un político alemán. Desde 2022 es Ministro del Interior de Renania-Palatinado. Fue alcalde de Maguncia desde 2012 hasta 2022.

## Formación, oficio y familia
Tras el Abitur (equivalente a la Selectividad en España), que aprobó en 1979 en la escuela Gonsbach-Gymnasium de Mainz-Gonsenheim, comenzó a estudiar Derecho en la Universidad de Maguncia. A partir de esa fecha trabajó como asesor en materia de empleo en la administración  de Secretario estatal de Renania-Palatinado Jürgen Zöllner.

## Carrera política
Entró en el SPD, partido de ideología socialdemócrata, en 1983. El 25 de marzo de 2012, fue elegido como alcalde de Maguncia. El 10 de noviembre de 2019 fue reelegido como Alcalde de Maguncia con el 55,2% de los votos. En 2022 fue nombrado como Ministro del Interior de Renania-Palatinado por la Ministra-Presidenta Malu Dreyer, tras la renuncia de Roger Lewentz.